# Dina Isłambiekowa
Dina Nurłanowna Isłambiekowa (ros. Дина Нурлановна Исламбекова; ur. 10 sierpnia 2000r. w Szymkencie) – kazachska bokserka, brązowa medalistka mistrzostw świata.

## Kariera
W październiku 2019 roku zdobyła brązowy medal mistrzostw świata w Ułan Ude w kategorii powyżej 81 kg. W ćwierćfinale pokonała Włoszkę Flavię Severin, lecz w półfinale przegrała jednogłośnie na punkty z Chinką Yang Xiaoli.